# زذورا مغامرات الفضاء
زذورا: مغامرة الفضاء (Zathura: A Space Adventure) هو فيلم الخيالي الأمريكي مخرجه جون فافرو، الذي صدر في عام 2005، ومقتبسة من كتاب متجانسة اللفظ من قبل كريس فان Allsburg نشرت في عام 2002.

## ملخص
يخوض قبو المنزل الأخوين والتر وداني بعد ازعاج الأخ الأصغر للأخ الأكبر إلى مشاكل عديدة. حيث أراد الأخ الأصغر الاختباء في القبو، داني يكتشف لعبة غريبة تسمى Zathura.في البداية لا يكون الأخوان قد بدؤا اللعب ولكن عند بدء اللعب، يجد الأخوين نفسيهما في وسط الفضاء مع بيتهم ويجدوا أيضا أنها لا يمكن أن تتوقف أبدا إلا عند الفوز بها. وجدوا أنفسهم يواجهون انسان آلي مدمر وكائنات فضائية هائلة تسمي زورجنز و يقاتلون سفنا عملاقة تنتظر الوقت المناسب للهجوم عليهم. وضع داني و والتر التنافس جانبا من أجل البقاء، وتمنوا العودة إلى ديارهم. ولذا فإنهم واجهوا كل مرحلة من مراحل اللعبة حيث كل شيء ممكن. بعد اجتماع الأحداث غير المتوقعة والمثيرة، وسوف يكتشفوا أن فرصتهم الوحيدة هي ان يكونوا فريق واحد، لأن في هذه اللعبة لديك حياة واحدة فقط. وذلك بفضل رائد الفضاء الذي هو نفسه والتر ولكن في المستقبل عندما وصى والتر الذي في الماضي بأن يعتني بأخيه الصغير داني وإلا فقده للأبد.

## ورقة الحقيقة
- العنوان الأصلي: Zathura: A Space Adventure
- العنوان: مغامرة الفضاء
- مدير: جون فافرو
- سيناريو: ديفيد كويب وجون كمبس، استنادا إلى رواية كريس فان ألسبورغ
- مجموعات: J. مايكل ريفا
- ملابس: لورا جان شانون
- التصوير: الفوتوغرافي غييرمو نافارو
- التحرير: دان لبونتال
- الموسيقى: جون دبني وجاي A. سكينر
- الإنتاج: مايكل دي لوكا، سكوت كروبف، وليام تيلر، بيتر بيلينغسلي، لويس D'اسبوزيتو وتيد الميدان
- شركة الإنتاج: كولومبيا بيكتشرز
- الميزانية: 65000000 $
- بلد المنشأ:  الولايات المتحدة الولايات المتحدة الأمريكية
- الشكل: اللون - 35 ملم - 1.85: 1 - DTS / دولبي الرقمي / SDDS
- النوع: الخيال والمغامرة
- المدة: 101 دقيقة
- تواريخ الإصدار:  الولايات المتحدة: 11 نوفمبر 2005؛  فرنسا و  سويسرا : 1 فبراير 2006. بلجيكا: 22 فبراير 2006

## التوزيع
- جوش هوتشرسن : والتر Budwing
- جونا بوبو: داني Budwig
- كريستين ستيوارت (VF: ماري أوجيني ماريشال): ليزا Budwing
- داكس شيبرد: رائد فضاء
- تيم روبنز (VF: ايمانويل Jacomy): الأب
- فرانك أوز: روبوت (صوت)
- جون الكسندر: روبوت
- ديريك ميرز: زعيم Zorgon
- دوغلاس تيت: Zorgon
- جو Bucaro III: Zorgon
- جيف وولف: Zorgon

## حول الفيلم
موضوع الفيلم يذكرنا جومانجي، من إخراج جو جونستون في عام 1995.
القارئ «برنامج مع عنوان الفيلم» PDF الكتابة يحمل اسم الفيلم. ويسمى متصفح الويب المكتوبة من قبل نفس الفريق جومانجي.

## روابط خارجية
- زذورا مغامرات الفضاء على موقع IMDb (الإنجليزية)
- زذورا مغامرات الفضاء على موقع ميتاكريتيك (الإنجليزية)
- زذورا مغامرات الفضاء على موقع روتن توميتوز (الإنجليزية)
- زذورا مغامرات الفضاء على موقع نتفليكس (الإنجليزية)
- زذورا مغامرات الفضاء على موقع قاعدة بيانات الأفلام العربية
- زذورا مغامرات الفضاء على موقع ألو سيني (الفرنسية)
- زذورا مغامرات الفضاء على موقع Turner Classic Movies (الإنجليزية)
- زذورا مغامرات الفضاء على موقع أول موفي (الإنجليزية)
- زذورا مغامرات الفضاء على موقع بوكس أوفيس موجو (الإنجليزية)
- زذورا مغامرات الفضاء على موقع فيلمافينيتي (الإسبانية)